# Méreau de communion

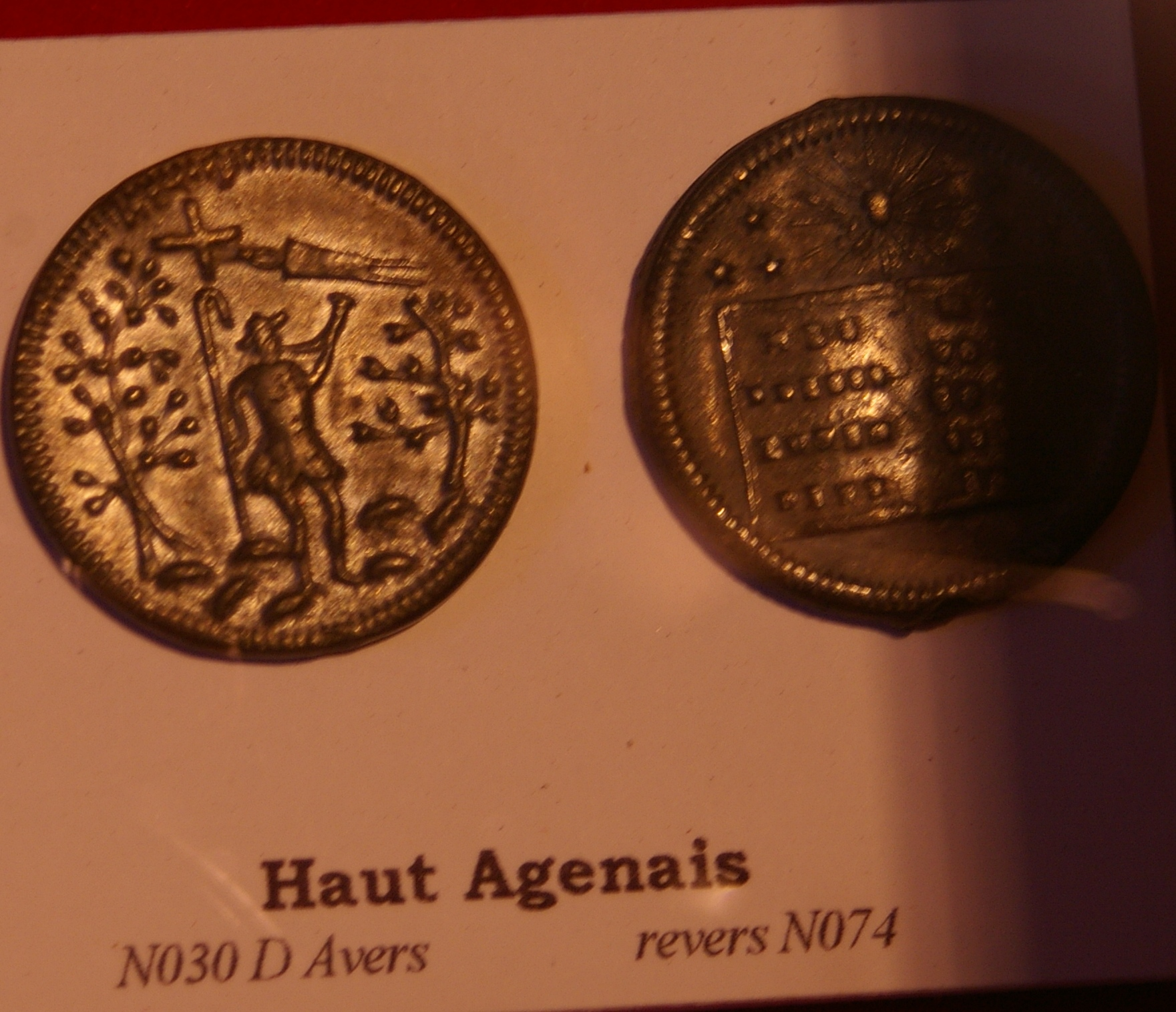
Méreaux de communion au musée du Désert

Un méreau de communion est une petite pièce ou jeton, généralement fait de plomb, distribué dans les églises protestantes par les anciens à chaque fidèle pour lui permettre de prendre part à la sainte-cène. Le méreau étant restitué à un ancien au moment de recevoir le pain et le vin.
Cette pratique, concernant essentiellement les églises de tradition réformée calviniste et presbytérienne, est tombée en désuétude au sein des églises françaises. Certaines églises britanniques continuent à en distribuer, généralement sous la forme d'une petite carte de papier.

## Histoire et origines
Les méreaux sont introduits dans les églises réformées et presbytérienne d'après une idée de Jean Calvin. En effet, le 30 janvier 1560, Calvin et Pierre Viret présentent l'idée au conseil de Genève, voulant par se faire empêcher à toute personne considérée comme indigne de prendre part à la table de communion,. La référence scripturaire mentionnée pour motiver cette pratique se trouve dans la Première épître aux Corinthiens (1Co 11,27). Cette idée est rejetée par deux fois par le conseil de Genève mais est introduite dans les églises réformées et présbytérienne de France et d'Écosse.
Les églises réformées françaises en feraient l'usage dès 1561, et c'est au cours du XIXe siècle que l'usage des méreaux devient désuet, considérés comme un archaïsme ils sont progressivement abandonnés.
Les derniers usages attestés des méreaux de communion dans une paroisse française datent des années 1880. Le plus vieille trace d'utilisation des méreaux au sein de l'église presbytérienne en Irlande date de 1647 au temple de Templepatrick.